# کاوبریج
کاوبریج (به انگلیسی: Cowbridge) یک شهر بازاری در ولز است که در گلامورگن جنوبی واقع شده‌است. کاوبریج ۴٬۰۶۳ نفر جمعیت دارد.

## خواهرخوانده
شهر Clisson خواهرخواندهٔ کاوبریج هست.